# Théo Eblé
Pour les personnes ayant le même patronyme, voir Eblé.
Theo Eble ou Théo Eblé, né à Bâle le 1er juin 1899 et mort dans la même ville le 2 mai 1974, est un artiste peintre suisse. De la peinture expressionniste, il évolue progressivement vers la peinture abstraite.

## Biographie
Theo Eble a effectué des études à la Kunstgewerbeschule de Bâle. L'apprentissage de son art, il le poursuivra à l'Académie de Berlin. L'un de ses enseignants est Karl Hofer. En 1925, il se marie avec l'artiste peintre Julia Ris et revient sur sa terre natale, la Suisse. En 1933, il crée avec l'artiste Walter Bodmer, à la fois sculpteur et peintre, le « Gruppe 33 ». Il s'agit d'une réunion d'artistes avant-gardistes originaires de Bâle. Au cours de l'année 1949, il se marie une seconde fois avec Helli Merkle.
L'expression de son art s'inscrit en tout premier lieu dans l'expressionnisme. Pour autant, Theo Eble glissera au fil des années, vers une peinture dite abstraite qui s'inscrit dans une tendance constructiviste, à la suite de Lazar Lissitzky.